# Gotthard Daniel Fritzsche

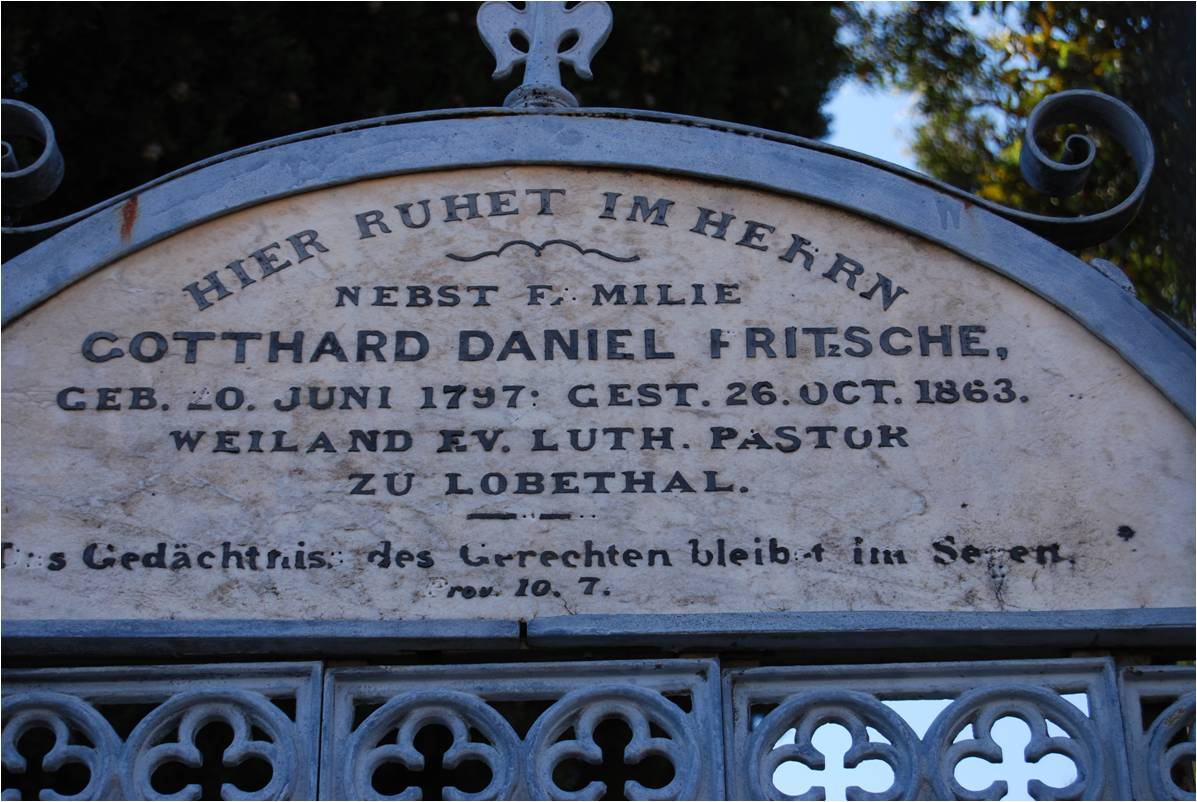
Nagrobek

Gotthard Daniel Fritzsche (ur. 20 lipca 1797 w Liebenwerda, zm. 26 października 1863 w Lobethal) – pastor niemiecki, wybitna postać w Kościele luterańskim.
Studiował teologię na Uniwersytecie Wrocławskim, który ukończył w 1823. Początkowo był pastorem Kościoła Unii w Turowie, wsi na terenie  Wielkopolski; jednak w 1830 zmienił wyznanie. Początkowo przeciwny emigracji (odrzucił propozycję wyjazdu do Ameryki złożoną mu przez Johanna Grabau), ostatecznie, za namową Augusta Kavela, w 1841 na czele grupy wiernych wyemigrował do Australii, gdzie założył osady Bethany i Lobethal. Przyczynił się do rozwoju Kościoła Luterańskiego w Australii.